# Spring Arbor
Spring Arbor é uma Região censo-designada localizada no estado americano de Michigan, no Condado de Jackson.

## Demografia
Segundo o censo americano de 2000, a sua população era de 2188 habitantes.

## Geografia
De acordo com o United States Census Bureau tem uma área de
7,2 km², dos quais 7,2 km² cobertos por terra e 0,0 km² cobertos por água. Spring Arbor localiza-se a aproximadamente 306 m acima do nível do mar.

## Localidades na vizinhança
O diagrama seguinte representa as localidades num raio de 16 km ao redor de Spring Arbor.